# Die Konferenz
Die Konferenz ist ein deutscher Fernsehfilm aus dem Jahr 2004. Seine Premiere hatte das Kammerspiel am 1. Juli 2004 auf dem Filmfest München. Seine Fernseherstausstrahlung war am 4. Februar 2005 auf ARTE.

## Handlung
In der Bibliothek des fiktiven Frankfurter Friedrich-Hölderlin-Gymnasiums versammeln sich an einem kalten Winterabend neun Lehrer. Obwohl die Heizungen ausgefallen sind, müssen sie über das Schicksal eines ihrer Schüler entscheiden: Der erst seit Kurzem volljährige Viktor Leysen wird von der Mutter seiner Mitschülerin Tizia beschuldigt, das 17-jährige Mädchen nach den gemeinsamen Theaterproben zu William Shakespeares Ein Sommernachtstraum vergewaltigt zu haben. Nun sollen die Lehrer darüber beraten, ob sie ihn der Schule verweisen oder nicht. Die Diskussion wird schnell und hitzig geführt. Während einige in ihm einen Querulanten sehen, halten ihn andere für äußerst begabt. Unabhängig von diesen Meinungsunterschieden präsentiert sich das Kollegium auch aufgrund eigener, nie aufgearbeiteter Konflikte, zurückliegender Verletzungen und lang unterdrückten Grolls mehr und mehr tief zerstritten. Schon bald geht es nicht mehr nur um Viktor, sondern auch um die Differenzen zwischen den Lehrern.

## Auszeichnungen
- 2005: Hessischer Fernsehpreis für das Ensemble des Filmes Die Konferenz

## Kritiken
„Ein eindrückliches Kammerspiel über die menschliche Seite des Lehrerberufs mit hervorragenden Darstellern.“

„Nach dem Buch von Bodo Kirchhoff inszenierte ‚Tatort‘-Regisseur Niki Stein ein dichtes Ensemble-Kammerspiel, das an den Klassiker ‚Die zwölf Geschworenen‘ erinnert. […] Nachdenkliches zum "Tatort Schule"“

„Ein stark inszeniertes Kammerspiel von Nikolaus Stein von Kamienski […] mit hervorragender Besetzung. Für das gelungene Drehbuch zeichnete übrigens der Schriftsteller und Drehbuchautor Bodo Kirchhoff verantwortlich […].“

„Viel zu selten erlaubt sich das Fernsehen Filme, die von solch gesellschaftspolitischer Brisanz sind und dabei so unterhaltsam: Das Arte-Drama ‚Die Konferenz‘ ist ein Höhepunkt des Jahres.“

Von wissenschaftlicher Seite wurde dem Film jüngst eine „hervorragende Konzeptionalisierung“ des „sehr vielschichtigen“ Themas und ein „hohe(s) ästhetische(s) Niveau“ attestiert. Zusammen mit Filmen wie Guten Morgen, Herr Grothe und Zappelphilipp leiste der Film „einen wichtigen, aufklärerischen Beitrag zu einem gesellschaftlichen Diskurs von hoher Relevanz.“ Wie diese, gehöre auch er „als 'Pflichtlektüre' in die (…) Einführungsveranstaltung all derjenigen, die ein Lehramtsstudium bestreiten.“